# SMHI
Het Zweeds Meteorologisch en Hydrologisch Instituut, ook wel SMHI (afkorting van het Zweedse Sveriges meteorologiska och hydrologiska institut) is een Zweeds wetenschappelijk instituut dat onder het ministerie van Klimaat en Economische Zaken valt en verantwoordelijk is voor het maken van onder andere weerberichten.
Een vergelijkbare vorm van SMHI werd op 1 januari 1873 opgericht en was aanvankelijk gevestigd in Stockholm, maar is sinds 1975 gevestigd in Norrköping. SMHI is ook gevestigd in Göteborg en Uppsala. 

## Geschiedenis
Het Statens Meteorologiska Centralanstalt (vertaald Nationaal Meteorologisch Instituut) werd op 1 januari 1873 opgericht en was een onderdeel van de Koninklijke Zweedse Academie van Wetenschappen. De eerste directeur was Robert Rubenson, een professor die was afgestudeerd aan de Universiteit Uppsala. Het eerste weerbulletin werd gepubliceerd op 1 juli 1874. Op 15 juli 1880 werd het eerste dagelijkse weerbericht gepubliceerd. In 1882 werd een samenwerking met Statens Järnvägar gestart. In 1908 werd het Hydrografisch Bureau opgericht.
Statens meteorologisk-hydrografiska anstalt (SMHA, vertaald Nationaal meteorologisch-hydrografisch instituut) werd in 1919 opgericht door de twee voormalige meteorologische en hydrologische instituten samen te voegen. In 1921 nam het SMHA de verantwoordelijkheid voor oceanografie over van het voormalige Nautisch-meteorologisch bureau. Axel Wallén werd de eerste directeur.
Vanaf 1936 kon men bellen en gaf een automatisch antwoordapparaat lokale weersvoorspellingen voor Stockholm door. De dienst, die te bereiken was via het telefoonnummer 23 95 00 (een paar decennia later 90 520), werd in de jaren 1950 uitgebreid naar Göteborg en Malmö. De dienst werd omgedoopt in 1989 tot "Televädret".
Op 1 juli 1945 veranderde de SMHA haar naam in SMHI.
In 1954 werd het eerste weerbericht op televisie uitgezonden in Zweden, maar dit was alleen te zien in Stockholm en omgeving. Sinds 9 augustus 1957 worden weerberichten regelmatig uitgezonden op de Zweedse televisie. In 1975 verhuisde het hoofdkantoor van SMHI naar Norrköping.

## Werkzaamheden
Gegevens van de atmosfeer, meren, zeeën en vasteland worden al verzameld sinds het einde van de 19e eeuw. Tegenwoordig worden onder andere satellieten, radar, vliegtuigen en boeien gebruikt. De gegevens worden verwerkt en gebruikt voor voorspellingen, besluitvorming voor bijvoorbeeld weersafhankelijke activiteiten en als basis voor klimaatscenario's en onderzoeken.

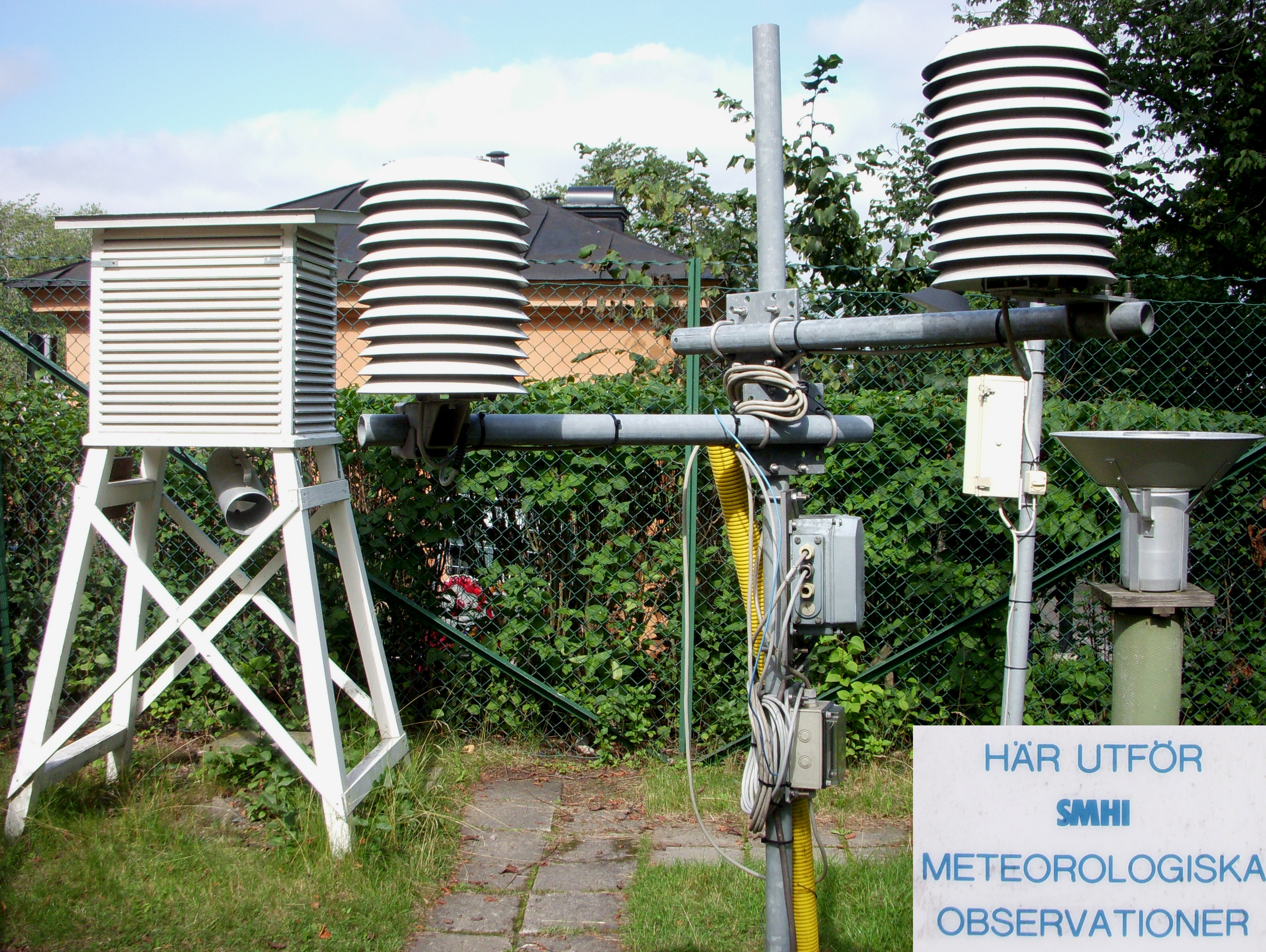
Een meetstation van SMHI

SMHI verdeelt het land in 19 voorspellingsdistricten. In Zweden geeft SMHI weerwaarschuwingen af. SMHI voert ook toegepast onderzoek uit op het gebied van meteorologie, hydrologie, oceanografie, klimaat en aanverwante milieugebieden. De onderzoeksafdeling bestaat uit ongeveer 100 onderzoekers.